# Jardín botánico del Descubrimiento de Vallehermoso
El Jardín Botánico del Descubrimiento de Vallehermoso, es un jardín botánico de 16 219 m² de extensión que se encuentra en el municipio de Vallehermoso en la isla de La Gomera, comunidad autónoma de las Islas Canarias, España. Depende administrativamente del Cabildo de La Gomera.

## Localización
El jardín botánico se encuentra en un entorno de terrenos de cultivo en bancales.
Se ubica junto a la carretera que conduce a La Playa de Vallehermoso en el lugar conocido como "La Gran Parada", al pie del "Roque Cano", enorme pitón basáltico cuya imagen sirve de emblema a este municipio. Aquella población que se asienta en dirección a la playa recibe el nombre del Valle Abajo, y el jardín se encuentra en la parte baja de San Pedro. 
- Teléfono: (+34) 638 790 214

## Historia
Fecha establecida para la inauguración y entrada en servicio del Jardín Botánico de Vallehermoso, el día 12 de octubre de 1992.
En la segunda mitad de la década de los 80, con motivo de las celebraciones de lo que llamaron "el quinto centenario", que venía a celebrar la llegada de la expedición española a América, lo que desde algunas posiciones propusieron que se llamara "el encuentro". Con motivo de aquella fecha que se debía celebrar en 1992, se le propuso a Vallehermoso la instalación del Jardín Botánico, que fue acogida y se le buscó el emplazamiento en El Valle Abajo, en la zona de La Gran Parada. Para la fecha prevista, día 12 de octubre de 1992 las obras estaban finalizadas, si bien para entonces el jardín carecía de cualquier tipo de vegetación propia de un Jardín Botánico, y así permaneció durante algunos años, hasta que algunos vecinos comenzaron a dirigirse a las administraciones y desde aquellas procedieron a sembrar algunos especímenes vegetales, una plantación para la cual no debió existir demasiado criterio pues pasado algunos años procedieron a eliminar una parte importante de aquellos especímenes e introducir otros. Y así ha permanecido el recinto, prácticamente siempre cerrado, y en ocasiones dispone de personal de jardinería y mantenimiento y otras permanece en el más completo abandono durante años. 

En el año 2000 se desarrollan las obras y acondicionamiento del jardín botánico, siendo el director del proyecto de arquitectura Fernando Menis, y el director de introducción y aclimatación de plantas, David Bramwell, biólogo del equipo del Jardín Botánico Viera y Clavijo.

## Colecciones

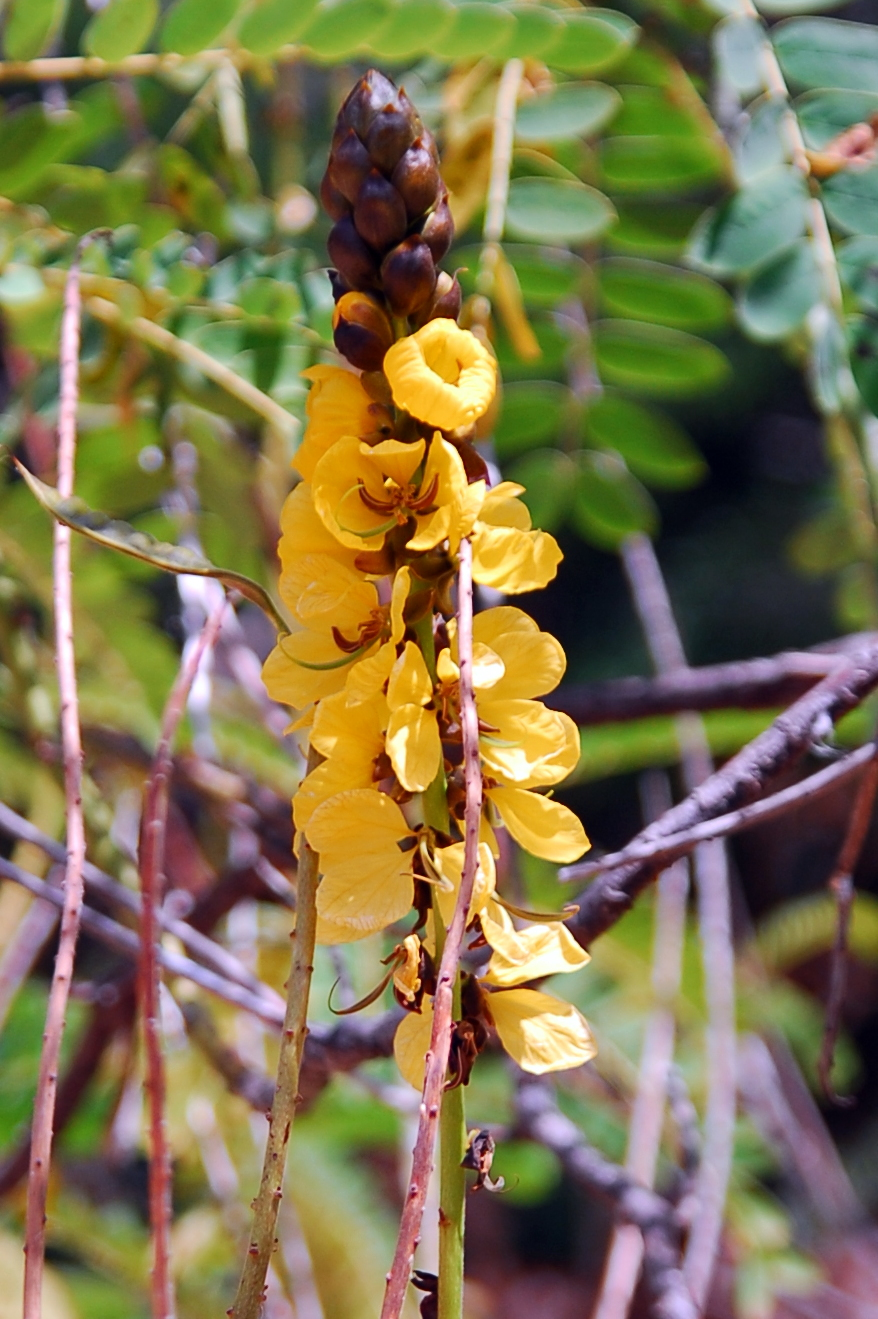
Floración de Senna didymobotrya en el jardín botánico del Descubrimiento de Vallehermoso

El jardín botánico alberga especies vegetales de los cinco continentes, haciendo hincapié en las especies vegetales que encontraron los descubridores del Nuevo Mundo.
Aquí nos encontramos plantas representativas de todo el archipiélago canario, con especial cuidado de las plantas endémicas de La Gomera.
Hay también un moderno invernadero que alberga una colección de orquídeas y plantas tropicales.

## Actividades
Además de sus actividades conservadoras e investigadoras, el jardín botánico despliega a lo largo del año una intensa actividad cultural, con numerosas exposiciones en sus salas, conciertos en su recinto tal como el Festival Atlántico Sonoro, y un largo etcétera.